# Especia

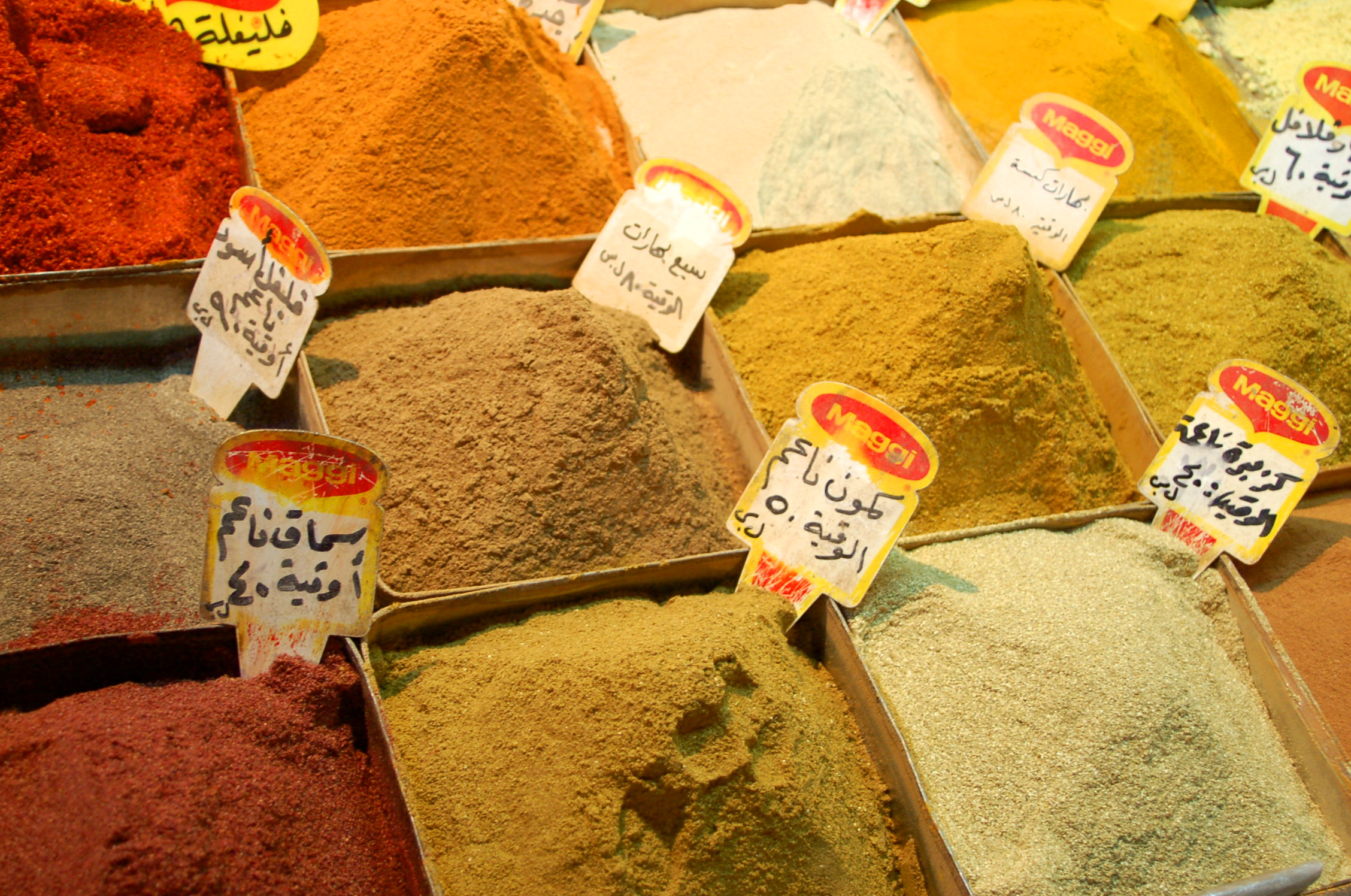
Varias especias en forma de polvo, puestas a la venta en una tienda en Siria.

Las especias (del latín tardío species) son sustancias vegetales aromáticas que sirven de condimentos, es decir, que se usan para dar buen sabor a los alimentos.

## Descripción

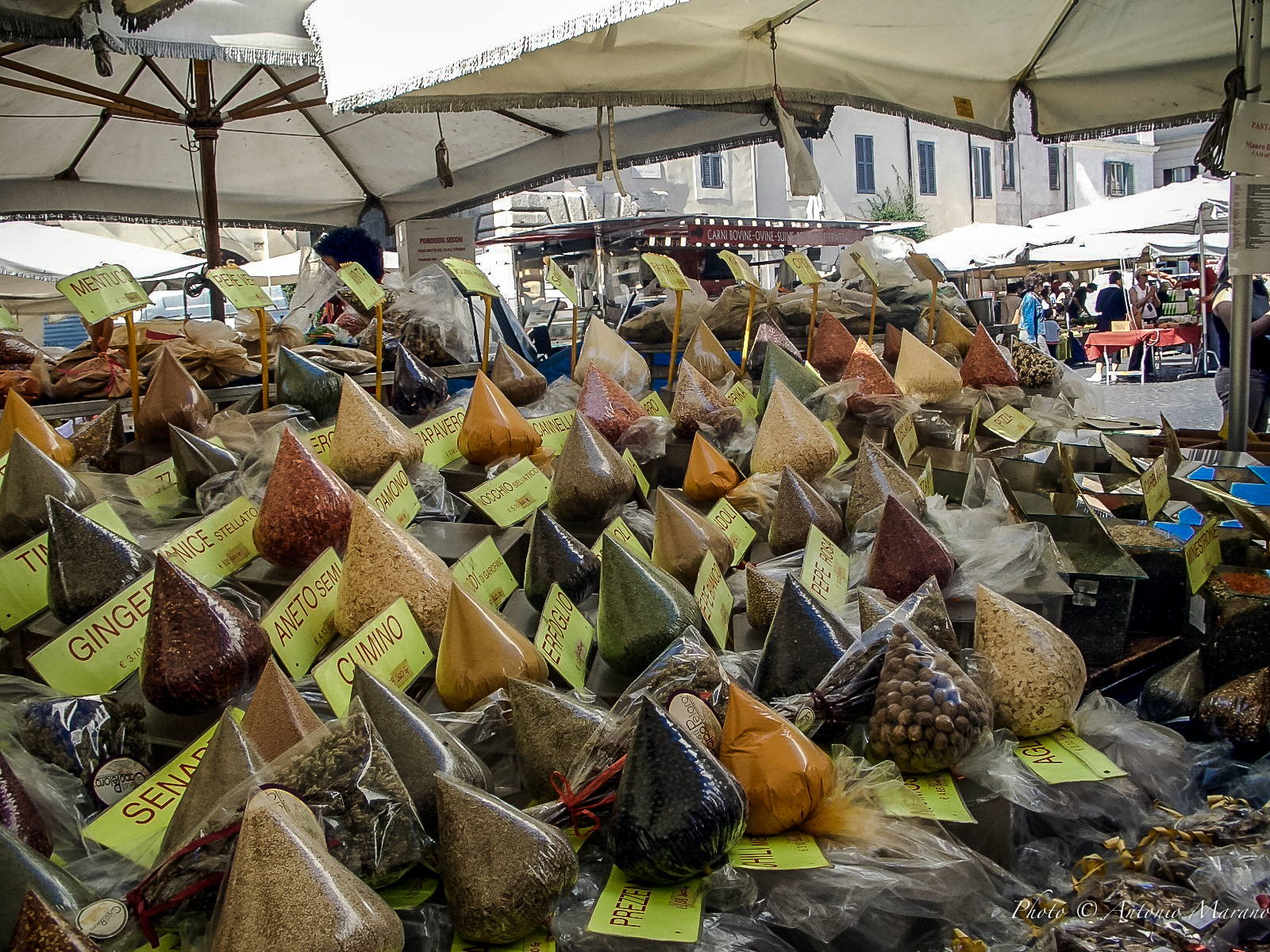
Especias en un mercado de Roma.

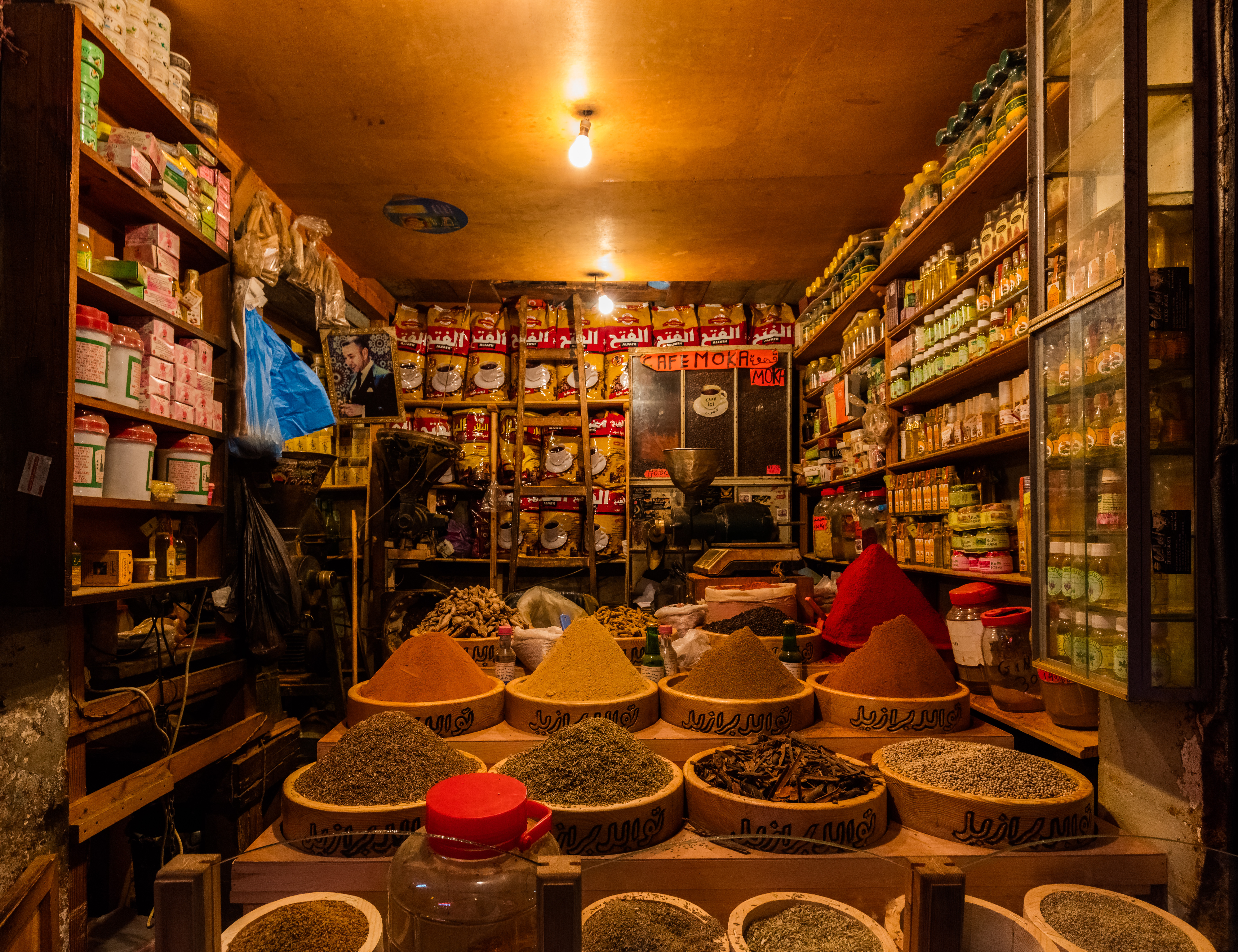
Comercio de especias

Técnicamente, se considera una especia a las partes duras, como las semillas o cortezas, de ciertas plantas aromáticas, pero, por similitud, muchas veces también se engloba a las fragantes hojas de algunas plantas herbáceas, cuyo nombre culinario es hierbas. La mayoría de las especias pueden considerarse nativas de las regiones tropicales de Asia, y de las islas Molucas en Indonesia, también conocidas como islas de las Especias, aunque algunas se encontraban en el Mediterráneo (anís, mostaza). Las especias usadas en la actualidad[¿quién?] son en muchos casos las mismas que se usaban en la Antigüedad (el clavo, la nuez moscada, la macis y la canela) más aquellas[cita requerida] llevadas a Europa por los conquistadores y colonizadores de América (la vainilla, el chile/ají, el cacao, el achiote).
Debido a sus propiedades aromatizantes, es posible que alimentos insípidos o desagradables, aunque muchas veces nutritivos, pasen a ser gustosos y sabrosos sin perder sus propiedades nutritivas.
Muchas de las especias deben consumirse con precaución, ya que pueden resultar tóxicas en concentraciones elevadas.
Igualmente, muchas especias presentan compuestos incapaces de ser absorbidos por el organismo siendo eliminados directamente; otros son destruidos por las propias enzimas digestivas.
Las especias, no suelen presentar aportes nutricionales, salvo raros casos en los que hay presentes minerales, como calcio o hierro, o alguna vitamina. Muchas veces suele ser importante el efecto que tienen sobre el apetito.
Su gran capacidad para potenciar el sabor permite que se consigan grandes efectos aromáticos y sabrosos en los alimentos con cantidades muy pequeñas.
Se pueden clasificar las hierbas y especias en dos grupos: las que modifican tanto el sabor como el aspecto de los alimentos, entre las que están el azafrán, la canela, el tomillo y el romero, entre otros; y las que excitan el paladar, entre las que se encuentran la pimienta, el pimentón, la nuez moscada y las diversas variedades de chiles. La cantidad de platos que se pueden cocinar con unas y otras, tanto solas como mezcladas, es muy elevada; esto hace que las distintas cocinas de cada cultura adquieran un toque característico.
Además de su uso culinario, las hierbas y especias han sido grandes aliadas de la medicina y de los curanderos, habiendo sido también utilizadas en rituales primitivos de brujería. Antes de la generalización de la fabricación y del uso de medicamentos, se solían prescribir remedios realizados con hierbas, muchas veces eficaces, que en ocasiones han servido para la realización o la obtención de determinados compuestos presentes en algunos medicamentos.

## Etimología
Etimológicamente, la palabra «especias» proviene de la palabra latina species (‘aspecto visible’, ‘belleza’). En principio, servía para designar cualquier cosa unitaria de la que se hablase, resaltando las características que la hacían única. Con el paso del tiempo, fue derivando al significado de ‘bienes’ o ‘mercancías’, sobre todo para referirse a aquellas que provenían de países lejanos, las cuales habitualmente eran semillas, raíces, brotes o bayas.

## Historia del uso de las especias
Desde que comenzaron a utilizarse, las especias fueron uno de los productos más caros y valiosos de la economía, tanto de cada individuo, como de las sociedades, ya que desde antiguo han tenido un gran valor como condimento, para medicinas o perfumes, así como por el importante papel que presentaban algunas como conservante. No es despreciable el cometido que cumplían como enmascaradores del sabor de alimentos que, sin la posibilidad de conservación en frío, como en la actualidad, tomaban muy rápidamente sabores desagradables por los procesos de fermentación y putrefacción. De ahí que en los países más cálidos se usaran con más abundancia y, en general, en combinaciones de sabor más fuerte que en los países fríos.[cita requerida]

### Romanos y griegos
Las fuentes más importantes para estudiar cómo ha sido la evolución en el uso de las especias son los antiguos tratados de botánica, en los que los autores anotaban todas las observaciones que consideraban útiles sobre las distintas plantas. El primero de ellos, y el más renombrado, es «El Dioscórides», cuyo nombre real es «De Materia Medica» y cuyo autor, el médico Dioscórides, le da el nombre con el que es conocido. Está fechado en el siglo I y en él se encuentran datos muy precisos sobre el uso que los griegos y romanos hacían de algunas especias. Destacan las descubiertas por los griegos (como el jengibre o la pimienta) o las que se cultivaban de manera autóctona por la mayoría de sus habitantes: mostaza, mejorana, cilantro, tomillo, anís o azafrán, entre otras. Además ya se daban datos sobre el uso de las especias en cocina o el uso del tomillo, por ejemplo, para perfumar espacios cerrados y húmedos.[cita requerida]

### Edad Media

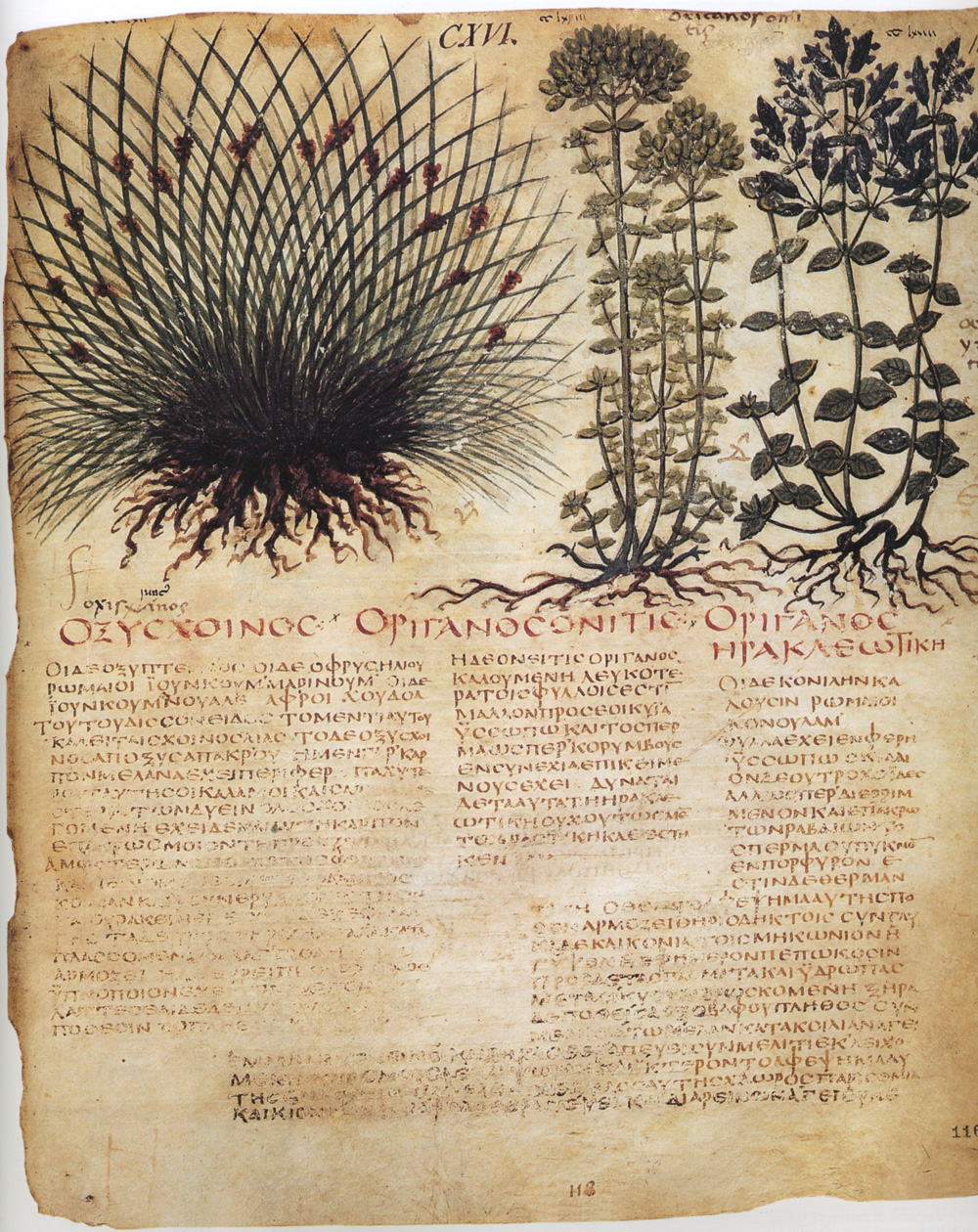
Dioscóride bizantino del

Otro gran pueblo mediterráneo que está destacado por el uso y conocimiento de las especias fue el árabe. Toda la rica cultura que atesoraron en la Edad Media, encontraba también su justa medida en la gastronomía. Los guisos árabes a base de pimienta, galanga, nuez moscada o clavo han contribuido a formar la idílica concepción que poseemos de los fastuosos palacios califales. A raíz de las Cruzadas, y por lo tanto de un mayor contacto con la cristiandad, y gracias al auge comercial experimentado durante la Edad Media, las especias dejaron de ser un manjar para estar al alcance de todos los bolsillos, sobre todo entre los siglos XII y XIX, en los que fue muy común el uso en casi todas las cocinas medievales. Durante esa época, cobró especial importancia el uso de salazones para la conserva de los alimentos, pero también era habitual el uso de pimienta, el jengibre o el azafrán para aportar nuevas sensaciones sápidas. De hecho, las primeras salsas de las que se tiene constancia surgen en la época medieval, como el caso de la carmelina, hecha de pimienta, canela, clavo, y macis elementalmente.[cita requerida]
Muchas de las especias venían de Oriente, en caravanas que, cruzando Asia, llegaban a Europa. El comercio y distribución en Europa era una especie de monopolio de ciertos comerciantes, especialmente italianos, que distribuían la mercancía traída por las caravanas.[cita requerida]

### Llegada de los europeos a América
La toma de Constantinopla por los otomanos motivó la elevación de los precios, lo que a su vez hizo pasar el monopolio italiano al resto de Europa. Esto llevó a que se iniciaran exploraciones para buscar las especias directamente, sin depender de las caravanas que cruzaban Asia. Aprovechando las mejoras tecnológicas de sus respectivas marinas, portugueses y españoles, los unos bordeando África por el sur, los otros yendo hacia Occidente, encontraron vías distintas de la terrestre para el comercio de las especias, sin depender de los comerciantes venecianos o genoveses, lo que bajó los precios y, a lo largo de la Edad Moderna, su consumo se fue convirtiendo en algo habitual por toda Europa. Además, comenzaron con una originalidad con respecto a épocas anteriores, quizás por influencia árabe, el uso de las especias en los postres; así, se sabe que en el siglo XVI, las natillas se consumían con canela y a los bizcochos se les añadía azafrán o clavo. Destacó, especialmente, en dichas labores reposteras la cocina de los Países Bajos Españoles.[cita requerida]
En América, se encontraron nuevas especias y hierbas que se fueron incorporando a la cocina internacional tales como la pimienta rosada, el chile, la vainilla y diversidad de ajíes, entre muchas otras.[cita requerida]

### Edad Moderna hasta la actualidad
El comercio ya había crecido considerablemente, tanto que, en la práctica, apenas hay diferencias desde el siglo XVIII hasta nuestros días. Se comenzaron a envasar, y la distribución aumentó considerablemente. Al ser un próspero negocio, sus protagonistas se dieron cuenta de que a mayor variedad de sabores comercializados conseguían mayores ingresos, dicho aumento en la cantidad de sabores disponibles produjo una revolución culinaria. Entre los siglos XVIII y XIX, se comenzaron a realizar las primeras salsas industriales, y las especias jugaron un papel primordial en la obtención de los sabores deseados y diferenciadores de los productos del resto de la competencia. En esta época surgen varios nombres de inventores de salsas que en la actualidad todavía siguen en el mercado: Lazenby, Hellmans, Heinz o Harvey, y el banquero Ed McIlhenny, que comercializó (a partir de salsas mexicanas tradicionales) la que quizás es la salsa especiada más conocida del mundo: la salsa Tabasco.[cita requerida]
En la actualidad, las hierbas y especias más consumidas en el mundo son, en este orden: la pimienta, el pimentón, el chile (sobre todo en América), el cardamomo, el clavo, la macis, la casia, la nuez moscada y la canela. Y, por precio, las más caras son: el azafrán, el cardamomo y la vainilla (que ha perdido terreno ante la vainillina, una imitación sintética).

## El comercio de las especias
Debido al abundante uso de especias se ha propiciado que, a lo largo de la Historia, el comercio de dichos productos haya sido una de las tareas más prolijas y afanosas de todas las sociedades y, sobre todo, de las que han poblado el mar Mediterráneo. Los primeros que buscaron la ruta hacia Oriente fueron los egipcios, siendo las especias más preciadas: la alcaravea, el sésamo, la mostaza o el azafrán, además del incienso y la mirra, usadas en ceremonias religiosas. Muchas especias son nombradas en la Biblia y eran consideradas objetos tan preciados que solían ser presentes que los reyes se hacían entre ellos o eran tributos impuestos por los ganadores de una guerra a los derrotados.

### Los fenicios
Los fenicios fue el primer pueblo de la Antigüedad en establecer un mercado de especias. Tiro, una de las ciudades más importantes de su imperio, fue el centro comercial de las especias en el Mediterráneo; se convirtió en el punto de encuentro de mercaderes de todo el mundo conocido para conseguir dicha mercancía. También fue ese pueblo el que estableció la conocida como Ruta de las Especias. El destino final de la ruta era el golfo Pérsico, desde el cual se embarcaban los convoyes hasta la costa malabar. Para llegar hasta allí, desde la costa mediterránea existían dos recorridos, el primero rodeaba la península arábiga por el mar Rojo y el segundo era a través de Antioquía para llegar a Babilonia, desde allí seguía el curso de los ríos Tigris o Éufrates.
Este monopolio fue debido a que los fenicios fueron los únicos que conocían la procedencia de tan preciado bien, secreto que era celosamente guardado ante las insistentes preguntas del resto de mercaderes. Sin embargo, no pudieron impedir que al conquistar Alejandro Magno su imperio, se hiciese este con el control del mercado de las especias, hacia el siglo IV a. C. Tras la fundación, en territorio egipcio, de Alejandría, el imperio alejandrino obtuvo una de las bases económicas para su prosperidad, desplazando a Tiro como centro del comercio del Mediterráneo.

### Roma

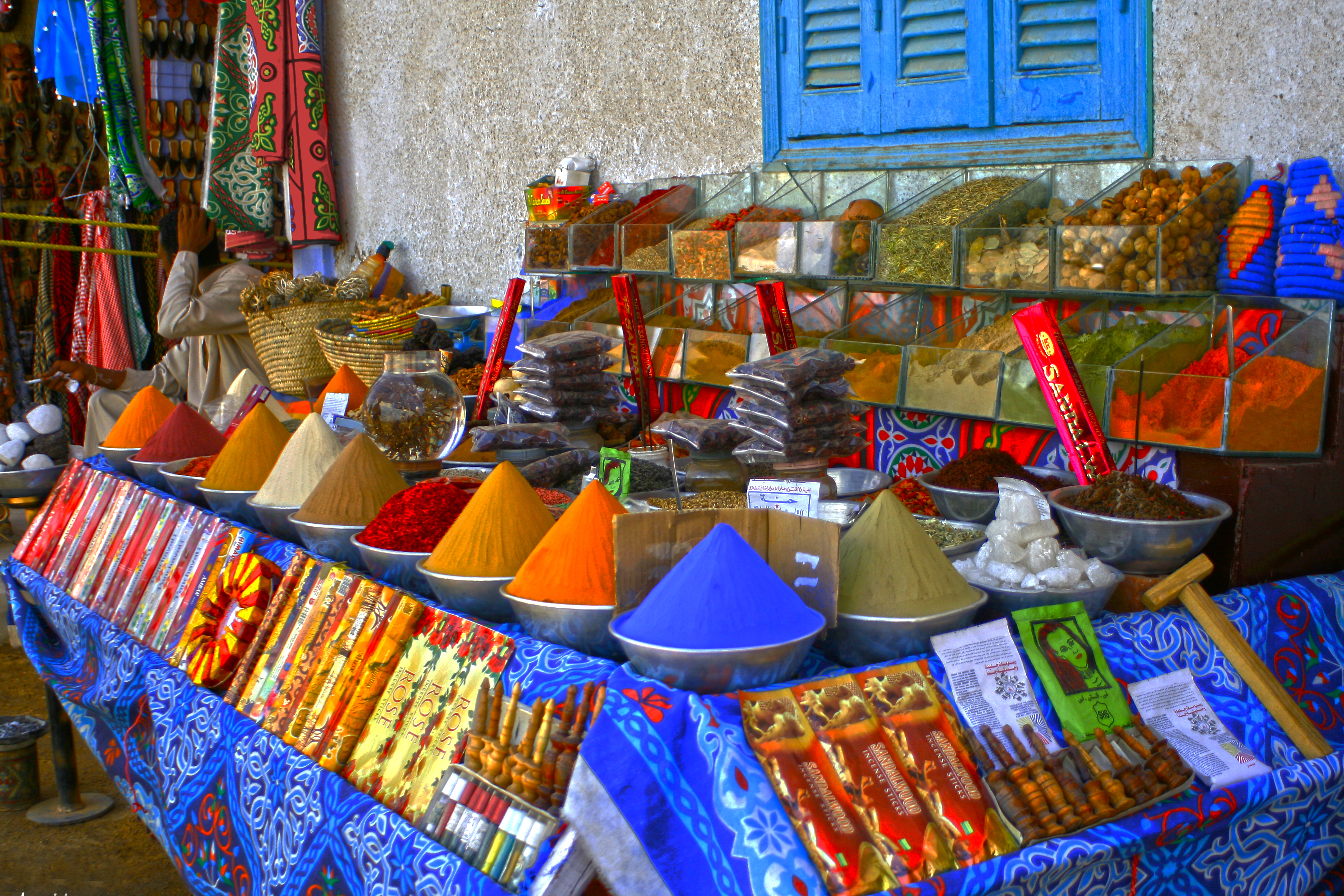
Especias en Egipto, Elefantina.

El imperio romano recogió la herencia helena. Abriendo una nueva ruta por mar, partían desde Egipto hasta las islas Molucas, para esta labor se servían del viento de los monzones. Así, poco a poco, fueron cayendo en desuso las largas y costosas rutas terrestres y se estableció una ruta anual que partía en abril para aprovechar los monzones del sudoeste, regresando en octubre, época de los monzones del nordeste. Dicho convoy surtía a Roma de especias, tanto para cocina (canela, comino, cúrcuma, jengibre o pimienta, principalmente), como para aceites, cosméticos y perfumes. La principal fuente donde están descritos los usos culinarios, medicinales y cosméticos de los romanos es un tratado de recetas que todavía se conserva, escrito e ilustrado por Apicio (ca. I d. C.).
La también conocida como Ruta de la Seda se continuó usando para el suministro de especias, en este caso a las provincias, para ello cruzaban el Nilo, pasando a territorio persa, desde allí se bordeaba el Himalaya, hasta que se llegaba al Oeste, a la ciudad de Xi'an. Como recorrido de vuelta había dos caminos, uno cruzaba el mar Caspio, el segundo atravesaba el mar de Aral hasta llegar al mar Negro y era el preferido en invierno para evitar las bajas temperaturas del Himalaya.
Cuando las oleadas de los bárbaros germánicos desbordaron los límites del imperio romano, el comercio de las especias se desplazó a la capital oriental del imperio, Constantinopla, el relevo lógico de la ciudad del Tíber, por su mayor cercanía a ruta de la seda. El floreciente comercio oriental hizo que disminuyese considerablemente la cantidad de especias que llegaban a Europa. Durante esa época, aparecieron dos nuevas especias que rápidamente se convirtieron en las preferidas de los constantinopolitanos: el clavo y la nuez moscada, ambas procedentes de Indonesia y que eran compradas a un elevado precio a mercaderes hindúes.

### La Edad Media
Tras la conquista de Alejandría por los otomanos en el año 641, comenzó un declive en el uso de especias en el mundo cristiano. Las razones fueron el férreo control que realizaban los árabes, motivando la ausencia de contactos comerciales entre Occidente y China. Las pocas especias que llegaban eran vendidas a precios desorbitados y solo al alcance de las clases más pudientes. Ello propició que se comenzasen a cultivar en los propios territorios para poder continuar con la costumbre de los ciudadanos europeos de tener las despensas surtidas con todo tipo de especias. Son destacables las labores realizadas en ese sentido por determinados monasterios en su huertos y jardines; al principio los motivos fueron para fines medicinales, pero la escasez hizo que se terminasen cultivando para proveer a los mercados urbanos. Destacan, entre muchos monasterios, los franceses de Saint Gall y Saint Germain-des-Près, así como el británico de Norwich. Por otro lado, en la Hispania conquistada, los árabes aclimataron también algunas especias, las cuales siguieron cultivando los cristianos tras la reconquista.
Con motivo del comienzo de las Cruzadas (1096), el comercio con los árabes se recuperó. Las principales ciudades en este nuevo intercambio comercial fueron las italianas Génova y Venecia. Comenzó una carrera comercial para asegurarse los privilegios y el monopolio en el comercio de las especias, al ser este uno de los negocios más rentables con los árabes. Se solían intercambiar por lanas, metales, maderas y manufacturas textiles, de las propias ciudades italianas. Se logró que de nuevo llegasen a Europa la pimienta, el cardamomo, la canela, la nuez moscada y el azafrán. Gran parte de la prosperidad de las ciudades italianas en esa época fue debida al comercio de las especias.
Alrededor del siglo XIV era rara la cocina occidental en la que no se condimentaba la comida, si se exceptúan los más viejos reinos cristianos del norte de la península ibérica, donde hacer las comidas muy especiadas era considerado uso de moros (las cocinas de reinos conquistados con posterioridad, al sur del Tajo, sí mantuvieron el uso). Entre las hierbas y especias más cultivadas en el territorio estaban el comino, el hinojo, la menta, la salvia, el cilantro, el ajo, el eneldo, la adormidera y, especialmente, las preferidas en Europa: clavo de olor, macis, azafrán y pimienta. Se han encontrado registros de la abadía de Norwich que permiten saber que entre 1346 y 1350, estas últimas especias tuvieron un gran valor como mercancía de pago, al igual que había ocurrido con la sal en la Antigüedad. Sirvió como pago de los diezmos eclesiásticos, este hecho fue imitado en un gran número de lugares de todo el continente.

### Apertura de nuevas rutas oceánicas
Tras la caída de Constantinopla en manos de los turcos y debido a la importancia económica de las especias en toda Europa, los países con un mayor desarrollo en navegación, Castilla, Aragón y Portugal, se lanzaron a una frenética carrera para encontrar una ruta que evitase el paso por el mar Mediterráneo, infestado de piratas y bajo el control turco.
Portugal, rápidamente tomó ventaja gracias a que terminaron la reconquista antes que Castilla y a la acertada política de Enrique el Navegante, quien, a mediados del siglo XV, intentó llegar a las Indias bordeando el continente africano. No consiguieron este objetivo en un primer momento; sin embargo, el descubrimiento en el África tropical de varias especias desconocidas hasta el momento lograron el enriquecimiento de sus comerciantes y la posibilidad de nuevas financiaciones para otras expediciones. Así pues, en esa nueva expedición, por fin, Vasco da Gama, consiguió el anhelo de Enrique el Navegante. Habiéndose encontrado el paso por el cabo de Buena Esperanza, las naves portuguesas continuaron camino hacia las Indias y, después de largos meses en el mar, avistaron las costas de Calcuta (La India) en 1498. Vasco de Gama regresó a Portugal, aparte de con un cargamento de especias con varios acuerdos firmados con las autoridades nativas, en los que el imperio Portugués lograba el monopolio del comercio durante un largo período de tiempo. Dicha situación produjo una revolución de precios, hizo que los inmovilistas precios venecianos o genoveses sufrieran una acusada baja debido a la llegada de Lisboa como proveedor de especias. Alrededor de 1506, Lisboa quedó establecida como la capital en Europa del comercio internacional de especias.

### El descubrimiento del Nuevo Mundo

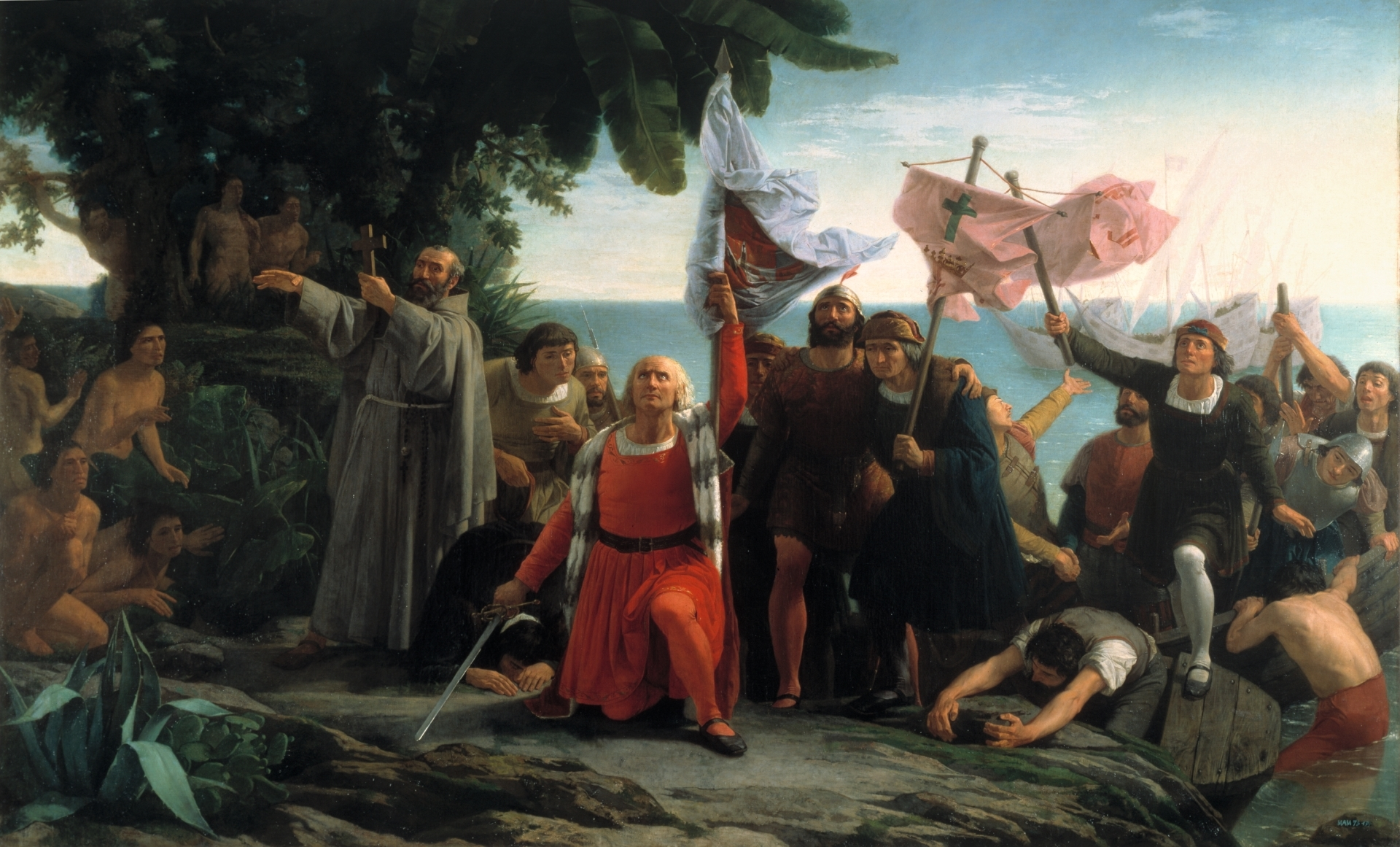
Primer desembarco de Cristóbal Colón en América 1862 (Exposición Nacional, Medalla de Primera clase) por Dióscoro Puebla.

A la par que lo relatado, ocurrió el que quizás sea el hecho más importante acontecido en la búsqueda de nuevas rutas: el descubrimiento de América. Cristóbal Colón, logró que la reina Isabel de Castilla financiase una expedición que pretendía llegar a las Indias por Occidente. Colón logró convencer a la reina de que la misteriosa ruta era mucho más corta que la que pretendían utilizar los portugueses y por lo tanto más rentable, aunque tenía el problema de la imposibilidad de realizar escalas para abastecerse de víveres, salvo en las islas Canarias. El 12 de octubre de 1492 se avistó tierra, llegando a la isla llamada Guanahani por los indígenas, siendo bautizada como San Salvador, y que erróneamente consideraron que eran las Indias. Para suerte de Colón era una isla americana, puesto que la ruta propuesta era imposible de no haber un continente en medio.
Este descubrimiento trajo consigo un monopolio del comercio atlántico por parte de España. Además introdujo varias especias de origen americano, la más popular fue la pimienta de Jamaica o pimienta inglesa, de la que en 1519 se consumían, en Europa, cantidades ingentes. Con la conquista de México por parte de Hernán Cortés se logró otra de las grandes especias, la vainilla. Los españoles llevaron varios productos agrícolas al Nuevo Mundo, y aunque quizá lo más importante del descubrimiento fue llevar a Europa (para su cultivo) semillas de plantas desconocidas hasta entonces (tomate, papa, maíz, pimiento, etcétera), las especias fueron uno de los principales productos de comercio con el Nuevo Mundo.

### La Isla de las Especias

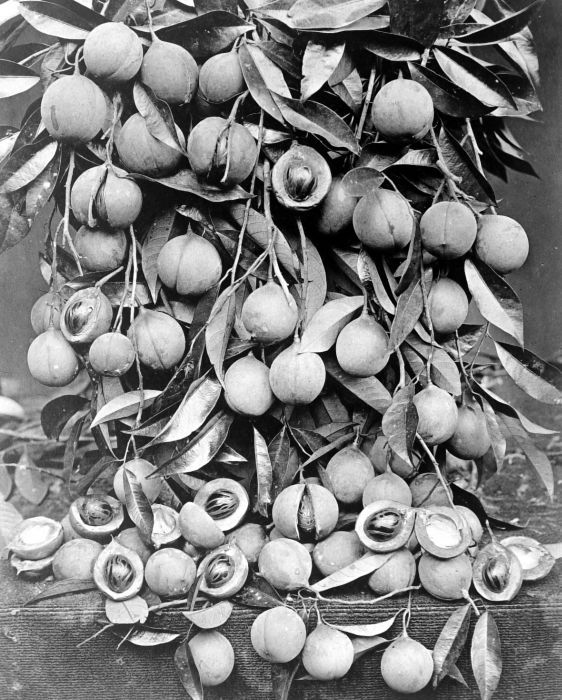
Nuez moscada, fruto de árboles perennifolios del género Myristica, de la familia Myristicaceae, y procedente de las Islas de las Especias (en la actualidad las Islas Molucas en Indonesia).

Los marinos portugueses habían establecido prósperas colonias en las islas del Índico y ciudades indias, y muy especialmente en aquellas que tenían bosques de canela, como Ceilán y Goa. Continuaron su labor expansiva por las islas del archipiélago Malayo, muy cerca ya del mítico emplazamiento de la Isla de las Especias, nombre que se le daba a las actuales islas Molucas. El secreto mantenido durante siglos por los pueblos que se habían dedicado al comercio de tan valiosas sustancias por fin era desvelado.
Por el tratado de Tordesillas, las Molucas en una zona indefinida en torno al antimeridiano de la demarcación, de tal forma que, ante la imposibilidad de determinar con exactitud su longitud geográfica por falta de medios técnicos, tanto españoles como portugueses las reclamaban bajo su soberanía. En este contexto geopolítico, el portugués Magallanes se propuso abrir una nueva ruta hacia la Especiería por el oeste, pero para ello tuvo que recurrir a hacerlo bajo el pabellón de Castilla, al ser rechazado su plan por el rey Manuel I de Portugal. Magallanes llegó hasta las Filipinas, donde murió en un enfrentamiento con los indígenas, y Elcano llegó por fin a las Molucas; después, terminó su viaje siguiendo hacia el oeste y llevó a cabo la primera vuelta al mundo, tras haber rodeado Sudamérica por el sur, cruzado el Pacífico y el Índico y regresado por el cabo de Buena Esperanza. Las disensiones entre las dos coronas ibéricas por llegar a acuerdos preferentes de explotación con las autoridades indígenas finalizaron teóricamente (aunque no en la práctica) con la renuncia española a las Molucas en virtud del Tratado de Zaragoza (1529). Con la unión de ambas coronas en la persona del monarca español Felipe II (1582) se frenaron momentáneamente los enfrentamientos.

### La compañía holandesa de las Indias Orientales
En el siglo XVI, las guerras en Europa tendrán una gran repercusión en el comercio internacional de especias y más en concreto la guerra de Flandes, sostenida por las Provincias Unidas (actuales Países Bajos («Holanda») y Bélgica) contra la monarquía hispana de los Habsburgo. Ya en las décadas centrales de ese siglo, los marinos holandeses habían demostrado una gran pericia en el manejo de los buques lo que les valió para conseguir multitud de encargos para el transporte de mercancías por todo el mundo. La complicada situación española tras el conflicto armado, unido al desastre de la Gran Armada en 1588 fue aprovechado por los marinos holandeses, qué comenzaron a negociar con las autoridades indígenas de las Molucas. En el año 1602, se fundaba la Compañía Neerlandesa de las Indias Orientales, conocida en neerlandés: Vereenigde Oostindische Compagnie, o por sus siglas, VOC. Este fue un organismo del gobierno neerlandés que institucionalizó el comercio, logrando evitar la competencia entre los mercaderes, principal problema que tuvieron españoles y portugueses y que además permitió la financiación para las campañas bélicas contra estos últimos. Jan Coen fue el contable encargado de la compañía, llegando a ser gobernador general de las Indias Neerlandesas.

Bandera de la Compañía Neerlandesa de las Indias Orientales

Durante el siglo XVII, continuó el desarrollo naval de los holandeses que vino acompañada de un espectacular desarrollo militar. Además eliminaron el obsoleto sistema de trueque y establecieron una tabla sistemática de precios que se basó en la moneda universal del momento: el real de a ocho español. Ello y el hastío de los indígenas con las dos monarquías ibéricas por sus continuos conflictos armados, así como de sus lesivos negocios, hicieron que los nativos se aliasen con los holandeses para expulsar de sus dominios a ambas naciones. Así pues, alrededor de 1622, los portugueses fueron expulsados de Ceilán, Goa y las Molucas, gracias a la acción conjunta de holandeses e indígenas. Holanda estableció su cuartel general, tanto mercantil, como militar en Batavia (actual Yakarta, en la isla de Java). Desde aquí fue extendiendo sus dominios hacia Amboina, Ceram y otra de las grandes islas: Sumatra, con sus fabulosos bosques de clavo, pimienta, macis y por ende, nuez moscada.
Los indígenas enseguida se percataron de que simplemente habían cambiado de dueño, no cesando por ello los enfrentamientos armados; más bien lo contrario, ya que debido al intento de mantener los altos precios en los mercados europeos, los holandeses se dedicaban a quemar los excedentes de producción y algo todavía peor, se dedicaron a incendiar aquellos bosques que no estaban bajo el dominio del VOC. Todo esto hizo que los indígenas se sublevaran contra los colonos europeos, pero lo único que lograron fue el exterminio de muchas poblaciones autóctonas a manos neerlandesas.

### Inglaterra y Francia: de piratas a comerciantes

Mapa del comercio de la Compañía Neerlandesa de las Indias Orientales

Tanto el océano Atlántico como el Índico estaba plagado de piratas, que buscaban lucro atacando a los barcos comerciales de otra potencias, y corsarios, que eran fomentados con patentes de corso cedidas por diversos gobiernos. La VOC holandesa había sufrido los estragos de la piratería, sobre todo de los corsarios ingleses. Esto llevó a la creación de una alianza entre Holanda e Inglaterra en 1619; mediante la misma se convino el reparto del comercio de la mercancía, Holanda se quedó con los dos tercios de ella e Inglaterra el tercio restante. Llevándose a cabo, también, una cooperación mutua en la lucha contra españoles y portugueses. Al poco tiempo dicho acuerdo se reveló insuficiente para ambas partes. A los ingleses no les resultaba rentable mantener tropas y navíos con la parte que recibían, y la pérdida de buena parte de los beneficios produjo que los holandeses presentasen números rojos en la VOC en el año 1680, lo que provocó el colapso en la metrópoli. Esto estimuló el que ambos rompieran relaciones, dedicándose cada uno al comercio por separado y provocando graves conflictos en el continente por los enfrentamientos transoceánicos.
Dichos conflictos fueron aprovechados por un tercer país para entrar en el negocio, Francia. Comenzaron con sabotajes a los convoyes ingleses. Al comienzo del siglo XVIII se establecieron en islas Mauricio y extendieron sus dominios a las Seychelles, Cayena y Zanzíbar. En principio fue permitido por sus rivales, ya que en ninguno de los asentamientos existía una riqueza extraordinaria de especias. Sin embargo, el delegado botánico de Francia en Islas Mauricio, Pierre Poivre, aprovechó la debilidad holandesa para importar (de contrabando) raíces de clavo, nuez moscada, pimienta y azafrán, traídas de las Molucas. Alrededor de 1775, gracias a los conocimientos botánicos de los franceses, comenzaron a florecer plantaciones de especias, empezando el comercio galo de las especias. Todo esto produjo el fin del monopolio en el siglo XIX, lo que propició la caída progresiva y feroz de los precios en toda Europa, por lo que los mercaderes dejaron de ganar tan ingentes cantidades de dinero y las especias estuvieron, por fin, al alcance de todos los bolsillos.

### Estados Unidos y el comercio actual
Todavía quedaba por entrar un último país en la competencia: los Estados Unidos. En épocas anteriores, los puertos de Boston, Salem o Nuevo Londres habían sido utilizados para el transporte de mercancías a Gran Bretaña, principalmente madera, tabaco y productos alimenticios. Por supuesto se traían del «Viejo Continente» gran cantidad de especias, sobre todo pimienta, canela, jengibre, nuez moscada, clavo y macis. Con la independencia de las colonias en 1776, el puerto de Nueva York se fue haciendo con el dominio del comercio atlántico, posición que ha perdurado hasta nuestros días.
El comercio actual, por supuesto, no está teñido de los tormentosos tintes del pasado y han pasado a ser una cuestión de relaciones comerciales entre los países productores y consumidores. En el presente, es fácil encontrar un gran número de especias por todos los sitios del globo, sobre todo en los países más desarrollados, destacando como mayores importadores Estados Unidos, Francia, Japón y Alemania). Actualmente, la mayoría de países producen suficiente especias para el surtido de sus propios mercados y las que importan lo hacen principalmente de Singapur,[cita requerida] Hong Kong,[cita requerida] Madagascar, Tanzania o Indonesia.
Muchos de los países exportadores son de los considerados en vías de desarrollo y para su protección, así como la de los consumidores, se fundó en 1983 el Grupo Internacional de Especias que se preocupa de controlar los mecanismos de seguridad para que las especias sean el fino y delicado manjar que aporta una característica diferenciadora a los platos de todo el mundo.

## Las especias
A continuación se muestra una lista de especias y mezclas de especias tradicionales. En esta lista se incluyen tanto las consideradas hierbas aromáticas, de las que se utiliza la mayor parte de la planta e históricamente más abundantes y menos apreciadas en Europa que la especias propiamente dichas, provenientes en su mayoría de semillas y otras partes de plantas tropicales.
No se incluyen en esta lista ingredientes que pese a que puedan haber sido ocasionalmente usados como condimento gastronómico sean principalmente:
- Plantas que tradicionalmente se han utilizado por sus propiedades medicinales.
- Plantas usadas solamente en infusión o para aromatizar bebidas (café, lúpulo).
- Ingredientes que pese a ser utilizados por su sabor y aroma sean usados como alimento por sí mismos (cebolla, cacao). Se considera que el valor como alimento de una especia debe ser irrelevante. Se exceptúa el pimiento por tener numerosas variedades utilizadas únicamente como condimento.
- Plantas utilizadas como drogas recreativas (tabaco).
- Plantas aromáticas utilizadas solo en perfumería o cosmética (sándalo).
- Salsas y condimentos elaborados (chimichurri, pesto).
- Aditivos artificiales.

Téngase en cuenta que muchas plantas utilizadas como especias se asemejan a otras dentro del mismo género o familia, con características muy similares y pueden ser utilizadas indistintamente o de manera equivalente, por lo que un mismo nombre se puede ver con frecuencia aplicado a especies diferentes, especialmente en distintos lugares y épocas.
| Nombre vulgar                                                      | Nombre científico                      | Imagen | Forma de uso                   | Comentario |
| ------------------------------------------------------------------ | -------------------------------------- | ------ | ------------------------------ | --- |
| Pimienta de Sichuán                                                | Zanthoxylum piperitum                  |        | Semilla                        | |
| Pimentero brasileño, pimienta rosada                               | Schinus terebinthifolius               |        | Semilla                        | Se utiliza como una especia con moderación, agregando pimienta negra (Nigella sativa), porque si no, es tóxica. |
| Albahaca, alhábega                                                 | Ocimum basilicum                       |        | Hierba                         | Existen varias especies similares, como O. tenuiflorum, la albahaca morada asiática. |
| Alcaravea                                                          | Carum carvi                            |        | Frutos y/o hojas               | Los frutos y/o semillas enteros tienen un sabor picante, con un aroma parecido al anís. |
| Pimienta de Jamaica, pimienta inglesa                              | Pimenta dioica                         |        | Semilla                        | |
| Angélica                                                           | Angelica archangelica                  |        | Hierba                         | |
| Anís                                                               | Pimpinella anisum                      |        | Semilla                        | |
| Estragón                                                           | Artemisia dracunculus                  |        | Hierba                         | |
| Achiote                                                            | Bixa orellana                          |        | Semilla                        | Se utiliza únicamente como colorante. |
| Badiana, anís estrellado                                           | Illicium verum                         |        | Semilla                        | |
| Cardamomo                                                          | Elettaria cardamomum, Amomum subulatum |        | Semilla                        | En la imagen se muestran las dos especies que reciben este nombre, el cardamomo verde (Elettaria cardamomum) y cardamomo negro (Amomum subulatum). |
| Chile, pimiento, cayena, guindilla, ají, pimentón                  | Capsicum sp.                           |        | Fruto seco                     | Varias especies del género Capsicum y multitud de variedades se cultivan como condimento, especialmente C. annuum, C. baccatum, C. chinense y C. pubescens. Además del pimiento fresco se consume seco, en polvo (pimentón) y en multitud de preparados. Es la principal fuente del sabor picante frecuente en numerosas gastronomías. |
| Comino                                                             | Cuminum cyminum                        |        | Semilla                        | |
| Eneldo                                                             | Anethum graveolens                     |        | Hierba, semilla                | |
| Mostaza                                                            | Sinapis sp.                            |        | Semilla                        | |
| Nuez moscada                                                       | Myristica fragrans                     |        | Semilla, arilo                 | Del fruto se obtienen dos especias diferentes, la nuez moscada, de la semilla y el macis, del arilo que envuelve a esta. |
| Nuez moscada africana, nuez moscada de Jamaica, falsa nuez moscada | Monodora myristica                     |        | Semilla                        | Se usa de forma similar a la nuez moscada al asemejarse a esta. |
| Pimienta                                                           | Piper nigrum                           |        | Semilla                        | La pimienta negra, blanca y verde provienen de P. nigrum. Otras especies del género Piper producen pimientas menos conocidas. |
| Apio                                                               | Apium graveolens                       |        | Semilla                        | Se consumen diversas partes de la planta: tallos, raíz y hojas, aunque como especia se pueden considerar las semillas y las hojas secas. |
| Sésamo, ajonjolí                                                   | Sesamum indicum                        |        | Semilla                        | |
| Vainilla                                                           | Vanilla planifolia                     |        | Fruto seco                     | |
| Canela                                                             | Cinnamomum verum                       |        | Corteza                        | |
| Croco, azafrán                                                     | Crocus sativus                         |        | Estigma                        | |
| Clavo de olor                                                      | Syzygium aromaticum                    |        | Flor                           | |
| Regaliz, paloduz                                                   | Glycyrrhiza glabra                     |        | Raíz                           | |
| Turmérico, cúrcuma                                                 | Curcuma longa                          |        | Rizoma                         | |
| Gumbo filé                                                         | Sassafras albidum                      |        | Hojas                          | El gumbo filé se utiliza principalmente en la cocina criolla de Luisiana. |
| Jengibre                                                           | Zingiber officinale                    |        | Rizoma                         | |
| Jengibre chino                                                     | Boesenbergia rotunda                   |        | Rizoma                         | |
| Hisopillo, satureja, ajedrea                                       | Satureja sp.                           |        | Hierba                         | En España, la satureja o hisopillo se utiliza para aliñar olivas. |
| Cilantro                                                           | Coriandrum sativum                     |        | Hierba, semilla                | |
| Agua de rosas                                                      | Rosa × damascena                       |        | Flor                           | |
| Rábano rusticano, rábano picante                                   | Armoracia rusticana                    |        | Rizoma                         | |
| Wasabi                                                             | Eutrema japonicum                      |        | Rizoma, tallo                  | |
| Salvia                                                             | Salvia officinalis                     |        | Hierba                         | |
| Hinojo                                                             | Foeniculum vulgare                     |        | Hierba, bulbo, semilla         | |
| Laurel                                                             | Laurus nobilis                         |        | Hojas                          | |
| Levístico                                                          | Levisticum officinale                  |        | Hierba, tallo, rizoma, semilla | |
| Laurel indio                                                       | Cinnamomum tamala                      |        | Hojas                          | |
| Mejorana                                                           | Origanum majorana                      |        | Hierba                         | |
| Menta                                                              | Mentha sp.                             |        | Hierba                         | Diversas plantas similares del género Mentha se utilizan como condimento, entre ellas M. × piperita (menta piperita), M. aquatica (menta acuática), M. arvensis (menta silvestre), M. spicata (hierbabuena), M. suaveolens (mastranzo) o M. pulegium (poleo).                                                                          |
| Orégano                                                            | Origanum vulgare                       |        | Hierba                         | |
| Perejil                                                            | Petroselinum crispum                   |        | Hierba                         | |
| Perifollo                                                          | Anthriscus cerefolium                  |        | Hierba                         | |
| Romero                                                             | Salvia rosmarinus                      |        | Hierba                         | |
| Rica-rica                                                          | Aloysia deserticola                    |        | Hojas y/o ramas                | Las hojas y ramas se utilizan deshidratadas para condimentar los alimentos, y para repostería y cócteles. |
| Tomillo                                                            | Thymus sp.                             |        | Hierba                         | T. vulgaris es la especie más usada para cocinar. |
| Ajo                                                                | Allium sativum                         |        | Bulbo                          | |
| Cártamo                                                            | Carthamus tinctorius                   |        | Flor                           | Se utiliza únicamente como colorante, como sustituto barato del azafrán. |
| Amapola                                                            | Papaver rhoeas                         |        | Semilla                        | |
| Adormidera                                                         | Papaver somniferum                     |        | Semilla                        | |
| Fenogreco                                                          | Trigonella foenum-graecum              |        | Hierba, semilla                | Una especie similar, pero de sabor más suave T. caerulea, alholva azul, es muy utilizada en la cocina de Georgia. |
| Pimienta de Java                                                   | Piper cubeba                           |        | Semilla                        | |
| Amomo, granos del paraíso                                          | Aframomum melegueta                    |        | Semilla                        | |
| Zumaque                                                            | Rhus coriaria                          |        | Fruto seco                     | |
| Hisopo                                                             | Hyssopus officinalis                   |        | Hierba                         | No confundir con el hisopo bíblico (Origanum syriacum), planta semejante, pero de distinto género. |
| Hisopo bíblico                                                     | Origanum syriacum                      |        | Hierba                         | No confundir con el similar Hyssopus officinalis. |
| Asafétida                                                          | Ferula assafoetida                     |        | Resina                         | Se emplea el exudado resinoso de la planta. |
| Árbol del curry                                                    | Murraya koenigii                       |        | Hojas                          | |
| Casia                                                              | Cinnamomum cassia                      |        | Corteza                        | Es una especia muy similar a la canela y usada del mismo modo. |
| Trufa                                                              | Tuber sp.                              |        | Micelio                        | Las trufas son hongos subterráneos del género Tuber que pueden ser considerados especia al ser utilizados como condimento por su intenso aroma. Las especies más notables económicamente son T. melanosporum, T. magnatum, T. aestivum y T. brumale.                                                                                   |
| Caparra, alcaparra                                                 | Capparis spinosa                       |        | Flor                           | |
| Perifollo oloroso                                                  | Myrrhis odorata                        |        | Hierba                         | |
| Cerezo de Santa Lucía                                              | Prunus mahaleb                         |        | Semilla                        | |
| Enebro                                                             | Juniperus sp.                          |        | Fruto seco                     | |
| Combava                                                            | Citrus hystrix                         |        | Hojas                          | Las hojas se utilizan en la cocina del sudeste asiático. Ocasionalmente también la corteza y otras partes del fruto. |
| Comino negro                                                       | Elwendia persica                       |        | Semilla                        | Es una planta de la familia del comino usada en el sur de Asia. No confundir con Nigella sativa, también llamada en ocasiones comino negro. |
| Arañuela                                                           | Nigella sativa                         |        | Semilla                        | No confundir con Elwendia persica, también llamada en ocasiones comino negro. |
| Bálsamo de Vietnam                                                 | Elsholtzia ciliata                     |        | Semilla, hojas                 | Se utilizan como aromatizante las semillas y las hojas en la cocina vietnamita. |
| Kokum, cocum                                                       | Garcinia indica                        |        | Fruto seco (corteza)           | El fruto de este árbol se consume de varias maneras. Como especia se puede considerar la corteza seca, que se emplea como acidulante en la cocina del oeste de la India. |
| Limón, citrón                                                      | Citrus × limon                         |        | Fruto (corteza)                | Si bien se consumen principalmente por su carne y zumo, se puede considerar especia a la corteza de varios cítricos usada como aromatizante especialmente en postres. |
| Melisa                                                             | Melissa officinalis                    |        | Hierba                         | La melisa se utiliza en perfumería, en infusiones y como planta medicinal. Como especia se emplea principalmente para aromatizar dulces. |
| Korarima, cardamomo de Etiopía                                     | Aframomum corrorima                    |        | Semilla                        | Se usa en África oriental como aromatizante semejante al cardamomo. |
| Koseret                                                            | Lippia abyssinica                      |        | Hierba                         | Usado en Etiopía y otras partes de África. Posee un aroma mentolado. |
| Tamarindo malabar                                                  | Garcinia gummi-gutta                   |        | Fruto (corteza)                | Pese a que se emplea todo el fruto, la corteza seca se considera un condimento en la India, donde forma parte de ciertos curris. |
| Lavanda                                                            | Lavandula sp.                          |        | Flor, hierba                   | Se utiliza sobre todo en perfumería. Gastronómicamente se emplean las flores, principalmente en dulces, y las hojas, de sabor semejante al romero. La especie más usada para cocinar es L. angustifolia. |
| Corteza de hierro limón                                            | Eucalyptus staigeriana                 |        | Hojas                          | |
| Mirto limón                                                        | Backhousia citriodora                  |        | Hojas                          | Se emplea en la cocina tradicional australiana, de donde es endémico. Posee un intenso aroma cítrico. |
| Hierba de limón, limonaria, limoncillo                             | Cymbopogon sp.                         |        | Hierba                         | Proveniente de Asia, tiene un marcado aroma a limón. C. citratus es la más usada para cocinar. De estas plantas se extrae el aceite de citronella, usada en perfumería y como repelente de insectos. |
| Lentisco                                                           | Pistacia lentiscus                     |        | Resina                         | El mástique es la resina exudada por el lentisco. Se usa desde la antigüedad con fines medicinales y en el Mediterráneo oriental se añade a dulces y postres para darles un aroma resinoso. |
| Culantro, cilantro habanero                                        | Eryngium foetidum                      |        | Hierba                         | |

### Mezclas de especias
A continuación se listan mezclas tradicionales de distintas especias. En su mayoría se trata de mezclas con ciertos ingredientes básicos, pero con importantes variaciones según la zona, la época y el uso que se les de.
| Nombre                                   | Origen                                      | Ingredientes |  |
| ---------------------------------------- | ------------------------------------------- | --- |  |
| Finas hierbas, fines herbes              | Francia                                     | Fines herbes es el nombre genérico de las hierbas aromáticas en francés, pero más específicamente una combinación tradicional de la cocina francesa que suele incluir cebollino, perifollo, perejil, estragón y pimpinela menor. |  |
| Chimichurri                              | Argentina, Uruguay                          | El chimichurri es una salsa de consistencia líquida, muy condimentada y cuyos ingredientes fundamentales son perejil, orégano, ajo, vinagre, aceite, ají molido y un poco de sal. Es típico de Argentina, Paraguay, Uruguay y otros países de América. Generalmente es una salsa picante que se utiliza para acompañar las carnes asadas, los choripanes o para marinar pescados y aves; también se usa como aderezo de ensaladas. Esta salsa tiene la cualidad de realzar el sabor de la carne y se considera que ha contribuido a la fama internacional del asado. |  |
| Adobo, carne de vinha d'alhos (Portugal) | España, Portugal, Latinoamérica, Filipinas. | La base tradicional consta de sal, pimentón, vinagre y ajo, con otros ingredientes según el uso y la zona, con frecuencia orégano, romero, tomillo y salsa de soja. |  |
| Ras el hanut                             | Norte de África                             | Su composición es muy variable, tradicionalmente a elección del vendedor; con frecuencia pimienta negra, comino, cardamomo, nuez moscada, canela, pimentón o jengibre. |  |
| Curri, curry                             | Sudeste asiático                            | Curri es el nombre genérico de multitud de mezclas de especias, provenientes del Sudeste Asiático y en época más reciente de la cocina británica y su área de influencia. |  |
| Garam masala                             | India                                       | Es una mezcla hindú habitual también en los países limítrofes. Los ingredientes básicos son canela, clavo, pimienta, nuez moscada y cardamomo, con numerosas variantes e ingredientes adicionales. |  |
| Hierbas de Provenza                      | Francia mediterránea                        | Suele incluir tomillo, mejorana, romero, orégano, albahaca, estragón, perifollo, levístico, salvia, laurel o hinojo. |  |
| Zatar                                    | Oriente Próximo                             | Consta de hisopo bíblico, sésamo, zumaque, sal y otras hierbas aromáticas mediterráneas. |  |